# Nucor
Die Nucor Corporation ist einer der größten Stahlproduzenten in den Vereinigten Staaten und der größte Betreiber von Mini-Mills, die in Elektrolichtbogenöfen Schrott zu neuem Stahl schmelzen, im Unterschied zu anderen Unternehmen, die die konventionelle Hochofenroute verwenden. Nucor hat im Jahr 2014 über 21 Mio. Tonnen Stahl hergestellt. Das Unternehmen ist der größte Schrottrecycler in Nordamerika.

## Geschichte
Nucors Geschichte besteht aus drei deutlich unterschiedlichen Abschnitten: der „Reo Motor Car“-Ära, der „Nuclear Corporation of America“-Ära und der gegenwärtigen Nucor-Ära.

### Die Reo-Ära
Nucors Ursprünge liegen beim Autopionier Ransom Eli Olds, dem Gründer von Oldsmobile (später Marke von General Motors) und der Reo Motor Car Company, dem Vorläufer von Nucor in Lansing, Michigan. Obwohl Olds' Autos beliebt waren, war das Unternehmen nicht profitabel. Die LKW-Sparte des Unternehmens, die den berühmten Reo Speed Wagon herausbrachte, konnte wegen ihrer geringen Profitabilität 1938 ihren Bankrott nicht verhindern.
Reo gab die PKW-Produktion auf, konzentrierte sich mit geringem Erfolg auf die Produktion von LKWs, versuchte sich zusätzlich mit geringem Erfolg in der Rasenmäherproduktion und verkaufte schließlich im Dezember 1954 seine gesamte Produktion, wobei es 3 Mio. US-Dollar Verlust einfuhr.

### Die Nuclear-Corporation-Ära
Nach dem Verkauf besaß Reo noch 16 Mio. US-Dollar Barmittel ohne Geschäft. So versuchte es, sich zu liquidieren.
Dennoch bemerkte eine Gruppe von Aktionärsdissidenten den Steuerverlust und kämpfte in einem Stellvertreterkrieg im September 1955 gegen die Liquidationsabsichten der Leitung. In einer Art umgekehrten feindlichen Übernahme wurde Reo verpflichtet, eine winzige Gesellschaft namens Nuclear Consultants Inc. zu übernehmen. 
Reo wurde schließlich zur Nuclear Corporation of America und verlegte seinen Sitz in das Empire State Building in New York City. Dennoch waren Nuclears Versuche, als Kernenergieunternehmen Fuß zu fassen, nicht erfolgreicher als die Bemühungen von Olds bei der Fahrzeugproduktion. Es folgten Bemühungen, sich zu einem Mischkonzern zu entwickeln. Der Hauptsitz wurde erneut verlegt, diesmal nach Phoenix, Arizona.
Unter den vielen Zukäufen, die Nuclear während seiner Versuche, profitabel zu werden, tätigte, befand sich Vulcraft, ein Profilstahlproduzent, der in Florence (South Carolina) seinen Sitz hatte. Vulcraft wurde von Sanborn Chase gegründet, der in jungem Alter starb und die Gesellschaft seiner Witwe vererbte. Nuclear erwarb 1962 Vulcraft von der Witwe Chase und stellte F. Kenneth Iverson als CEO ein.
Dennoch war der Mischkonzern Nuclear nicht erfolgreicher als die Nukleargesellschaft oder der Autohersteller Reo, und so wurde im März 1965 erneut Insolvenzantrag gestellt. Der Aufsichtsrat feuerte den Vorstandsvorsitzenden von Nuclear (und musste ihm dabei seinen Privatjet zurückgeben), konnte aber zwei Monate lang keinen Ersatz für ihn finden, weil niemand an der Spitze einer Gesellschaft stehen wollte, die wahrscheinlich bald ihren Betrieb einstellen würde. Letztlich erklärte ein Buchhalter von Nuclear, Samuel Siegel, der das Unternehmen verlassen wollte, gegenüber dem Aufsichtsrat seine Bereitschaft, unter zwei Bedingungen im Unternehmen zu bleiben: Falls Iverson Vorstandsvorsitzender bleiben und Siegel Finanzvorstand würden. Die beiden Bedingungen wurden sofort vom Aufsichtsrat akzeptiert.

### Die Nucor-Ära
Iverson und Siegel reorganisierten Nuclear schnell um sein einziges profitables Geschäft: Vulcraft. Alle übrigen Geschäftsbereiche von Nuclear wurden entweder verkauft oder liquidiert. Das Unternehmen verlegte 1966 seinen Hauptsitz erneut, diesmal nach Charlotte, North Carolina, um näher bei seiner Vulcraft-Fabrik zu sein.
Unfähig, vorteilhafte Preise bei amerikanischen Stahlherstellern zu erzielen und unzufrieden mit dem verfügbaren Importstahl jener Zeit, entschied Iverson (ein gelernter Metallurg), mit Nuclear durch den Bau der ersten Stahlhütte in Darlington (South Carolina) 1968 selbst in die Stahlproduktion einzusteigen. Das Unternehmen entschied sich, mit Hilfe eines Darlehens über 5 Millionen US-$ der Bank Wachovia einen Lichtbogenofen anzuschaffen, der weitaus preiswerter als ein konventioneller Hochofen war. Obwohl die frühen Tage hart waren (als die amerikanischen Stahlhersteller erkannten, dass Nuclear eine eigene Hütte betrieb, kündigten sie alle Verträge), war Nuclear letztlich fähig, den finanziellen Erfolg zu erzielen, den die Gesellschaft anfangs hatte vermissen lassen.
In Anerkennung der Tatsache, dass die Stahlproduktion nichts Nukleares besitzt, nahm das Unternehmen 1972 seinen gegenwärtigen Namen an. Seitdem hat Nucor drei weitere Vulcraft-Fabriken und acht Stahlhütten errichtet, expandierte in andere Stahlprodukte und behielt seinen Hauptsitz in der South-Park-Gegend von Charlotte (obwohl es innerhalb der Gegend umzog).
Dan DiMicco wurde im September 2000 zum CEO von Nucor berufen. Unter seiner Leitung schränkte Nucor die lange geübte Praxis der Errichtung von neuen Produktionseinrichtungen „auf der grünen Wiese“ ein, wofür als Hauptgrund Überkapazitäten im Inlandmarkt genannt wurden. Stattdessen wurde bereits existierende Stahlproduktionsstätten übernommen. Nucor hat ca. 6 bis 7 Käufe von Unternehmen oder Unternehmensanteilen getätigt, seit DiMicco CEO wurde.
Durch die Übernahme von Gallatin Steel im Jahr 2014 wurde Nucor – nach Produktionskapazität – zum größten Stahlhersteller der USA.

## Produkte
- Kaltwalzprodukte
- Warmwalzprodukte, auch gebeizt
- Edelstähle
- Stahllegierungen
- Coils
- Flachstähle
- Profilstähle
- Befestigungsprodukte
- Konstruktionselemente

## Firmenkultur
Nucor ist geschäftlich stark dezentralisiert. Es gibt nur vier Ebenen innerhalb der Angestelltenhierarchie: Stundenweise Beschäftigte, Supervisoren/Professionals, Abteilungsleiter und Geschäftsbereichsleiter. Die meisten Geschäftsentscheidungen werden auf der Ebene des Geschäftsbereichs getroffen. Zusätzlich gibt es nur 66 Angestellte, die in der Verwaltung tätig sind.
Nucor ist ein erklärter Gewerkschaftsgegner, der die Gewerkschaften für den Niedergang der US-Stahlindustrie verantwortlich macht. In keiner von Nucors Fabriken sind Gewerkschaften tätig. Bis April 2006 wurde keine erfolgreiche Urwahl in einem Nucor-Betrieb durchgeführt.

## Technologische Führerschaft
Nucor war unter den ersten Stahlkonzernen in den USA, die Elektrolichtbogenöfen verwendeten. Gegenwärtig betreibt Nucor zusammen mit BlueScope Steel und der japanischen IHI seit Mai 2002 ein Werk in Crawfordsville (Indiana), das Stahlbleche zwischen 0,7 mm und 2,0 mm direkt gießen kann. Man erspart sich dabei das Walzwerk. Falls sich dieses Castrip genannte Verfahren als erfolgreich herausstellen sollte, würde dies ermöglichen, eine Hütte auf einem Sechstel der Fläche einer Minihütte und zu einem Zehntel der Kosten eines konventionellen integrierten Stahlwerks zu errichten. Allerdings zeigt sich, dass besonders die kleinen Blechstärken unter 1,4 mm Probleme bereiten. Obwohl das Gießwerk auf 500.000 Jahrestonnen (bei 55 Angestellten) ausgelegt ist, konnte nur ein Bruchteil davon bis jetzt (4/2006) tatsächlich ausgenutzt werden.
Nucor betreibt darüber hinaus zwei weitere Pilotprojekte, eins in Westaustralien und eins in Brasilien, die sich mit der preisgünstigen Beschaffung von Eisen zur Verwendung in den eigenen Stahlhütten beschäftigen.